# Un sacco bello
Un sacco bello, estrenada internacionalment com a Fun Is Beautiful, és una pel·lícula de comèdia italiana del 1980. La pel·lícula, produïda per Sergio Leone, va marcar el debut com a director de Carlo Verdone, així com el seu debut com a actor principal i com a guionista. Per aquesta pel·lícula Verdone va guanyar un David di Donatello i el Nastro d'Argento al millor actor novell.

## Argument
Carlo Verdone interpreta tres papers en tres episodis units. A la primera, el hick romà Enzo organitza un viatge a Polònia per a Ferragosto, amb l'esperança de congraciar-se amb els favors sexuals d'una bella noia polonesa amb l'ajuda d'un generós subministrament de mitges de niló (en aquells anys es consideraven com una mercaderia de luxe als països darrere del Teló d'Acer).
En el segon episodi, el post-hippie Ruggero passa uns dies a la seva Roma natal, mentre repartia fulletons al semàfor i demana una oferta de diners per a una nova comuna que el seu grup està formant a Citta della Pieve, coneix el seu pare (Mario Brega) per casualitat, enmig del trànsit. El seu pare creu que el noi té problemes psicològics, i per això demana l'ajuda d'un capellà, un mestre i un nebot molt problemàtic. Aleshores, el senyor Mario canviarà la mentalitat del noi amb l'ajuda d'aquests savis, amb l'esperança que Ruggero i la seva xicota (que també és una Flower Child) trobin la manera correcta de viure en un societat moderna.
Finalment, el tímid i incòmode Leo troba l'amor en una noia espanyola, però ella li posa molts problemes. De fet, ella no està sola i té la intenció de recuperar una aventura amb el seu ex.
- Carlo Verdone: Enzo/ Ruggero/ Leo/ Don Alfio/ Anselmo/ professor
- Mario Brega: Mario
- Renato Scarpa: Sergio
- Veronica Miriel: Marisol
- Isabella De Bernardi: Fiorenza
- Sandro Ghiani: Cristiano